# 塔蒂亚娜·韦斯顿-韦布
塔蒂亚娜·吉马良斯·韦斯顿-韦布（英語：Tatiana Guimarães Weston-Webb，1996年5月9日—），巴西女子冲浪运动员。她曾代表巴西参加2020年和2024年夏季奥林匹克运动会冲浪比赛，其中2024年奥运会获得一枚银牌。